# Nižná Sitnica
Nižná Sitnica (in ungherese Alsóvirányos, in tedesco Unter Sittnitz) è un comune della Slovacchia facente parte del distretto di Humenné, nella regione di Prešov.